# Little Toys

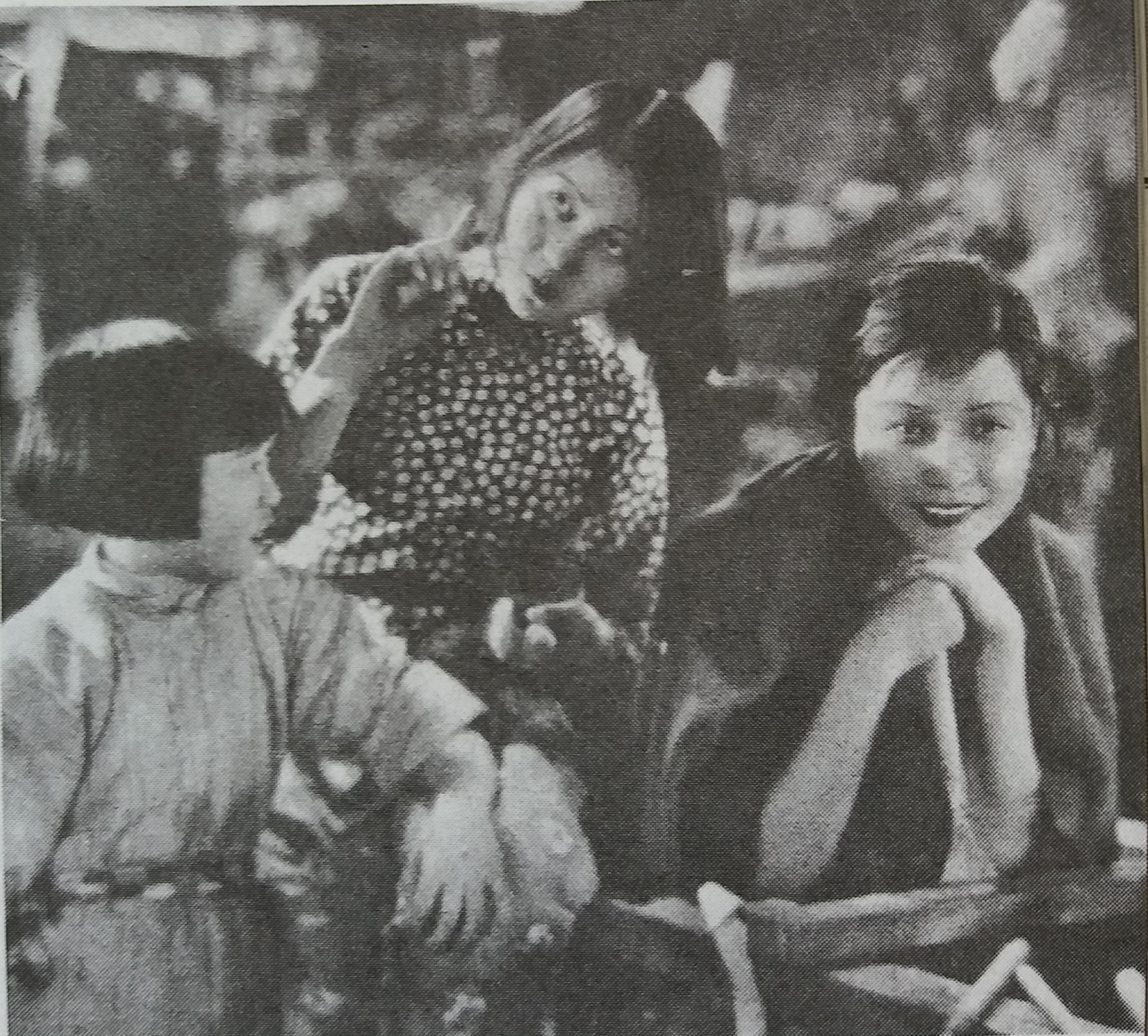
Escena de la pel·lícula

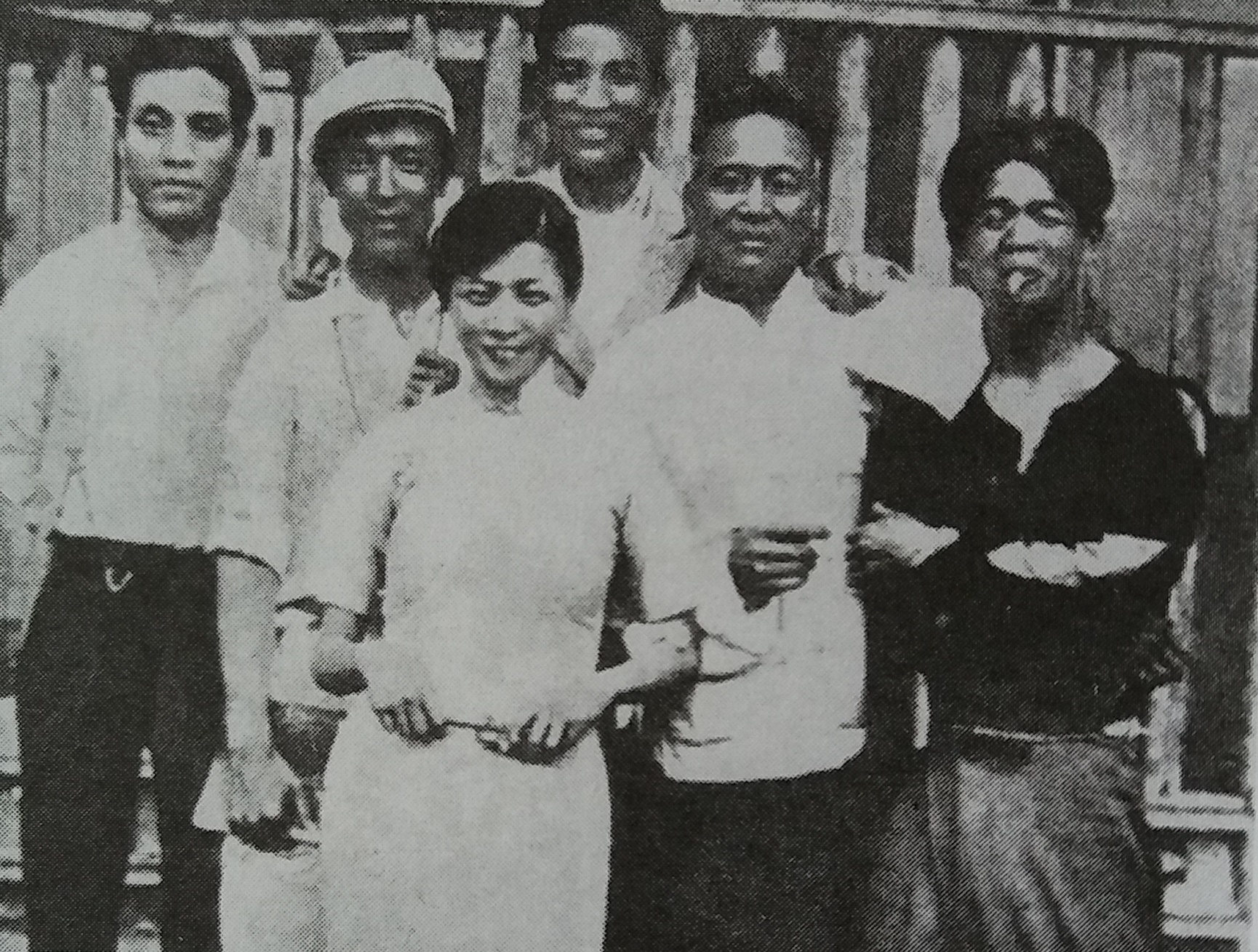
Membres de l'equip

Little Toys (xinès:  小玩意) També coneguda com Playthings o Small Toys. Pel·lícula muda xinesa del 1933, produïda pels estudis Lianhua. Escrita i dirigida per Sun Yu. Protagonitzada entre altres per, Ruan Lingyu, Li Lili i Liu Jiqun.

## Estil
La pel·lícula filmada en plena amenaça de guerra amb el Japó, barreja elements del cinema de l'entreteniment, on es veuen les influencies del cinema de Hollywood, amb els de caràcter polític i social amb un forta presència del sentiment nacionalista davant la ingerència japonesa. Alguns crítics han considerat aquest treball de Sun Yu com pas inicial del moviment cinematogràfic que uns anys més endavant es va definir com el "moviment de cinema d'esquerres de Shanghai".
Per una altra banda les tècniques de muntatge de Sun també suggereixen la influència dels cineastes soviètics, i se li atribueix la introducció de tècniques sofisticades , com en les seqüències de guerra, quan els avions de joguina de Ye es juxtaposen amb màquines de guerra reals a la batalla.

## Argument
La història està ambientada a principis dels anys 20, en una Xina turbulenta que lluita amb la invasió estrangera, la qual cosa implica els japonesos. La senyora Ye, una artesana que fa joguines per a nens al poble de Taoye, viu una vida tranquil·la amb el seu marit, Lao Ye, la seva filla Zhu'er de 5 anys i el seu fill Yu'er, d'1 any. La senyora Ye és intel·ligent i intel·ligent. Les joguines que crea i fabrica són molt populars a les botigues del carrer Huishan, i ella estimada i respectada pels vilatans. Però les joguines fabricades a l'estranger arriben a la Xina, i els nens de la ciutat hi comencen a jugar. Els vilatans estan preocupats perque això pugui afectar la supervivència de les joguines xineses, però la senyora Ye anima a tothom a "mantenir el cap alt i avançar".
Un dia,  Yuan Pu, un estudiant universitari de Shangai va arribar al poble i va admirar les habilitats i el caràcter de Ye i li va demanar que es fugués amb ell. Però ella el va rebutjar , però el va animar a anar a països estrangers per conèixer les tècniques de fabricació de joguines i per poder incorporar-les a la Xina.
Un any després, en plena lluita dels senyors de la guerra de la regió, la vida de la família de Ye es va fer cada cop més difícil, i els desastres es van succeir un darrere l'altre. El vell Ye venedor de joguines al carrer, va morir d'un atac de cor. Enmig de l'enrenou, el seu fill petit Yu'er és segrestat i venut a una senyora rica de Shanghai. Poc després, el poble és destruït durant un atac entre senyors de la guerra rivals, obligant els vilatans a traslladar-se a la ciutat, on continuen fent joguines.
Passen deu anys i la filla de Ye, Zhu'er, ara té 17 anys. S'ha convertit en una dissenyadora de joguines com la seva mare. La guerra ha assolit la nació i els intents de patriotisme dels vilatans els porten a la mort . Mentre ajudava l'exèrcit nacionalista a la rereguarda, Zhu'er és assassinada en un atac dels japonesos.
Després d'acabar els seus estudis, Yuan Pu va tornar a la Xina i va fundar la Greater China Toy Factory, que produïa joguines per a nens.Yuan sempre pensava en la senyora Ye. Va anar al poble de Taoye a buscar-la, però el lloc estava en ruïnes i desolat, i no va poder obtenir cap informació sobre ella.
Un any més tard, durant el Festival de Primavera, La Nit de Cap d'Any Xinès, la senyora Ye, es va asseure al carrer de Nanjing Road. A la cistella de bambú que sostenia hi havia les joguines creades per Zhu'er. Els transeünts ocupats passaven de pressa, i només un adolescent, s'acosta a ella per comprar una joguina; no és altre que el seu fill, a qui ella no reconeix. De sobte, van sonar petards, el fum es va aixecar i Ye va cridar de sobte: "La guerra ha tornat a començar... L'enemic s'acosta cada cop més, i lYe encara cridava salvatgement: "Lluitem!" ¡Salveu el vostre país! Salvau-vos a vosaltres mateixos!»  (Amb una actuació remarcable de Ruan Lingyu en el paper Ye).

## Repartiment
| ACTOR        | PAPER                                                                           |
| Ruan Lingyu  | Ye, dona d’Old Ye, el personatge principal, fabricant de joguines tradicionals. |
| Liu Jiqun    | Old Ye, el marit, que mor al carrer.                                            |
| Li Lili      | Zhu'er , la filla deYe, fabricant de joguines. Mor en un atac japonès.          |
| Yuan Congmei | Yuan Pu, enamorat de Ye                                                         |
| Luo Peng     | Ah Yong, enamorat de Zhu’er. Per la vida en un atac japonès                     |
| Han Langen   | Mantis, un fabricantde joguines                                                 |
| Tang Tianxiu | Vidua rica                                                                      |